# Jean Antoine Adrien de Courten
Jean Antoine Adrien de Courten, né le 22 octobre 1725 à Sion et mort le 9 mars 1803 à Sierre, est un général Suisse de la Révolution française.

## États de service
Il entre en service comme sous-lieutenant au régiment de Courten en 1744, et il participe à la bataille de Fontenoy le 11 mai 1745. Il est nommé lieutenant en 1747 et capitaine en 1757. Il est fait chevalier de Saint-Louis en 1760. En 1766, il est nommé major, puis lieutenant-colonel en 1767, et enfin il obtient une commission de colonel en 1770. Il est promu maréchal de camp le 1er janvier 1784.
En 1790, il est colonel du régiment Valaisan de Courten. Il est licencié le 10 septembre 1792, à la suite de la dissolution des régiments suisses par décret de l’Assemblée nationale en date du 20 août 1792. À la suite de cette dissolution, le roi d'Espagne Charles IV demande à récupérer ce régiment pour servir les Bourbon d’Espagne. Le régiment est recréé à Palma de Majorque le 8 octobre 1795, et le 1er janvier 1796, il succède à son père comme colonel du régiment de Courten.
Il est admis à la retraite en 1801. De retour en Valais, il fait construire à Sierre une maison de maître baptisée « Maison Pancrace de Courten ».

## Sources
- (en) « Generals Who Served in the French Army during the Period 1789 - 1814: Eberle to Exelmans »
- Au service de l’Espagne. Notes sur le régiment de Courten-de Preux (1796-1808)
- Louiselle de Riedmatten, « Courten, Jean-Antoine de » dans le Dictionnaire historique de la Suisse en ligne, version du 3 mars 2004.